# Karl Appelbaum
 Karl Appelbaum (* 27. Dezember 1879 in Hamburg; † 2. Februar 1961 ebenda) war ein deutscher Politiker der SPD.

## Leben und Politik
Karl Appelbaum war ein gelernter Bürogehilfe und war von 1895 bis 1933 im Verwaltungsdienst bei der Oberschulbehörde beziehungsweise der Landesschulbehörde in Hamburg beschäftigt. Von 1908 bis 1911 war er als Bürovorsteher des Hamburgischen Kolonialinstituts tätig und seit 1921 als Regierungsrat in der Sektion wissenschaftliche Anstalten tätig.
Er gehörte der Hamburgischen Bürgerschaft von 1919 bis 1933 an. Dort war er und von 1919 bis 1933 Mitglied und seit 1920 Vorsitzender des Staatshaushaltsausschusses. Zudem war er von 1919 bis 1931 Mitglied des Hamburger Bürgerausschusses.
Nach der Machtübernahme der Nationalsozialisten 1933 verlor er wie die anderen sozialdemokratischen Politiker sein Mandat und später auch seinen Arbeitsplatz. Zudem wurde er in der NS-Zeit von August 1944 bis Oktober 1944 im KZ Fuhlsbüttel inhaftiert.
Nach Ende des Krieges war er von Mai 1945 bis 1947 Obersenatsrat bei der Landesschul- beziehungsweise Hochschulbehörde in Hamburg. Danach ging er in den Ruhestand.